# Ogmore and Garw
Ogmore and Garw var en community från 1974 till 1985 i grevskapet Mid Glamorgan, i Wales. Denna community var belägen 10 km från Bridgend. Ogmore and Garw var ett distrikt i grevskapet Glamorgan (nu Mid Glamorgan). Detta distrikt hade 20 985 invånare år 1961. Det avskaffades 1 april 1974 och blev en del av Ogwr. Det var indelat i 3 civil parishes, nämligen Betws Tir Iarll, Llandyfodwg och Llangeinwyr.